# Rainer Endriss
Rainer Endriss (* 1945 in Baden-Baden; † 2005) war ein deutscher Jurist.
Endriss war Rechtsanwalt und gründete seine Kanzlei in Freiburg im Breisgau 1975; er war seit 1997 Fachanwalt für Strafrecht. Er war Autor beziehungsweise Co-Autor von einer Reihe von Sachbüchern zu juristischen Themenbereichen.
1984 gelang es Endriss vor dem Europäischen Gerichtshof, die bis dahin übliche deutsche Praxis, Drogendealer mit Zoll und Steuer zu bescheiden, zu kippen.

## Schriften
- mit Michael Haas-Tröber: Achtung, Polizei! Ein Rechtsberater für Begegnungen mit der Staatsgewalt.
- mit Regina Schaaber, Jörg Bertsch: Die Mieterrechte der Studenten. Inform, Freiburg i. Br. 1976, ISBN 3-921472-02-4.
- Drogen und Recht. Ein Ratgeber für Betroffene und alle, die ihnen helfen wollen. Dreisam, Freiburg i. Br. 1984, ISBN 3-921472-78-4.
- mit Klaus Malek: Recht für Mieter. Wohnungssuche, Vertragsabschluß, Mietverhältnis. Walhalla, Berlin/Bonn/Regensburg 1994, ISBN 3-8029-3460-1,
- mit Olaf Müller: Kinder ohne Trauschein. Rechte und Pflichten des nichtehelichen Kindes. Walhalla, Berlin/Bonn/Regensburg 1996, ISBN 3-8029-3830-5.
- Verteidigung in Betäubungsmittelverfahren. Erläuterungen, Muster, Texte. Deutscher Anwaltverlag, Bonn 1998, ISBN 3-8240-0290-6.
- mit Klaus Malek: Mieter und ihr Recht. Was Mieter wissen müssen. Bund-Verlag, Frankfurt am Main 2000, ISBN 3-7663-3195-7.